# Segunda División Peruana 1991
La Segunda División Peruana 1991 fue jugado por 18 equipos. Tuvo como participantes a 16 elencos del Departamento de Lima, 1 de la Provincia Constitucional del Callao y 1 del Departamento de Ica.
Lau Chun logró el título pero este torneo no tuvo ascenso a la Primera División del Perú. Los seis primeros lugares clasificaron al Torneo Zonal 1992 mientras que el resto de equipos descendió a la Copa Perú 1992.
El Atlético Independiente de San Vicente de Cañete se retiró antes del inicio del torneo regresando a Copa Perú en 1992 bajo la conducción técnica de Reynaldo Párraga.

## Ascensos y descensos 1990
| Posición | al Descentralizado 1991 |
| -------- | ----------------------- |
| 1°       | Hijos de Yurimaguas     |

| Posición | de la Zona Metropolitana1990 |
| -------- | ---------------------------- |
| 12°      | Meteor                       |

| Posición     | de Copa Perú 1990   |
| ------------ | ------------------- |
| 1° Región IV | Sport Los Dinámicos |
| 1° Región IX | Cosmos 2000         |

| Posición      | a Copa Perú 1991   |
| ------------- | ------------------ |
| 3° Liguilla   | Deportivo Citen    |
| 6° Zona Sur   | Sport Puerto Aéreo |
| 6° Zona Norte | Juventud Huascarán |
| 8° Zona Metro | E.T.E.             |

## Equipos participantes
- Aurora Cantolao - Miraflores
- Cosmos 2000 - La Victoria
- Bella Esperanza - Cerro Azul
- Defensor Kiwi-Ciclista Lima - Chorrillos
- Deportivo Enapu - Callao
- Deportivo Zúñiga (ex Defensor Rímac) - La Molina
- Lau Chun - La Molina
- Guardia Republicana - La Molina
- Juan Mata - Nasca
- Juventud La Palma - Huacho
- Juventud Progreso - Barranca
- Lawn Tennis - Jesus Maria
- Mercado Mayorista - La Victoria
- Meteor - Lima
- Real Olímpico - San Martín de Porres
- Sport Los Dinámicos - Chancay
- Walter Ormeño - Imperial

## Clasificados al Torneo Zonal y Segunda Profesional 1992
| 1.º                                                     | Lau Chun *                    | ?? | ?? | ?? | ?? | No Disp | No Disp | ?? | ?? |
| 2.º                                                     | Deportivo Zúñiga *            | ?? | ?? | ?? | ?? | No Disp | No Disp | ?? | ?? |
| 3.º                                                     | Guardia Republicana*          | ?? | ?? | ?? | ?? | No Disp | No Disp | ?? | ?? |
| 4.º                                                     | Meteor*                       | ?? | ?? | ?? | ?? | No Disp | No Disp | ?? | ?? |
| 5.º                                                     | Bella Esperanza*              | ?? | ?? | ?? | ?? | No Disp | No Disp | ?? | ?? |
| 6.º                                                     | Defensor Kiwi-Ciclista Lima * | ?? | ?? | ?? | ?? | No Disp | No Disp | ?? | ?? |
| * Clasificados al Torneo Zonal y Segunda División 1992. |                               |    |    |    |    |         |         |    |    |

- Lau Chun -Campeón del certamen.

| Perú                |
| Campeón             |
| Lau Chun 1.º título |

## Nota
- Se produjo las fusiones de los equipos Defensor Kiwi - Ciclista Lima.
- Al final del campeonato, la fusión del Meteor - Lawn Tennis.

| Predecesor: 1990 | Segunda División del Perú 1991 | Sucesor: 1992 |

## Enlaces
- Segunda División Perú 1991

- Datos: Q4587043